# Natação no Campeonato Europeu de Esportes Aquáticos de 2021 - 4x100 m medley misto
A prova do revezamento 4x100 metros medley misto da natação no Campeonato Europeu de Esportes Aquáticos de 2021 ocorreu no dia 20 de maio na Arena Danúbio, em Budapeste na Hungria.

## Calendário
| Fase          | Data       | Hora  |
| ------------- | ---------- | ----- |
| Eliminatórias | 20 de maio | 11:09 |
| Final         | 20 de maio | 19:22 |

Todos os horários estão no horário local (UTC+1)

## Recordes
Antes desta competição, os recordes eram os seguintes:
|                       | Nacionalidade | Tempo   | Local   | Data                 |
| --------------------- | ------------- | ------- | ------- | -------------------- |
| Recorde mundial       | China         | 3:38.41 | Qingdao | 1 de outubro de 2020 |
| Recorde europeu       | Reino Unido   | 3:40.18 | Glasgow | 6 de agosto de 2018  |
| Recorde do campeonato | Reino Unido   | 3:40.18 | Glasgow | 6 de agosto de 2018  |

Os seguintes novos recordes foram estabelecidos durante esta competição.
| Data       | Prova | Nadadores                                                                        | Nacionalidade | Tempo   | Recordes |
| ---------- | ----- | -------------------------------------------------------------------------------- | ------------- | ------- | -------- |
| 20 de maio | Final | Kathleen Dawson (58.43) Adam Peaty (57.13) James Guy (50.61) Anna Hopkin (52.65) | Reino Unido   | 3:38.82 | ,        |

## Medalhistas
| Ouro | Prata | Bronze |
| Reino Unido · Kathleen Dawson · Adam Peaty · James Guy · Anna Hopkin · Joe Litchfield* · Harriet Jones* | Países Baixos · Kira Toussaint · Arno Kamminga · Nyls Korstanje · Femke Heemskerk · Ranomi Kromowidjojo* | Itália · Margherita Panziera · Nicolò Martinenghi · Elena Di Liddo · Alessandro Miressi · Simone Sabbioni* · Silvia Di Pietro* |

*Atletas que competiram apenas nas eliminatórias e receberam medalhas

## Resultados

### Eliminatórias
Esses foram os resultados das eliminatórias.
| Pos. | Bateria | Raia | Nacionalidade | Nadadores | Tempo   | Notas            |
| ---- | ------- | ---- | ------------- | --- | ------- | ---------------- |
| 1    | 3       | 8    | Reino Unido   | Joe Litchfield (53.92) Adam Peaty (57.63) Harriet Jones (58.66) Anna Hopkin (53.09)                                  | 3:43.30 | Q                |
| 2    | 1       | 6    | Itália        | Simone Sabbioni (54.25) Nicolò Martinenghi (58.11) Elena Di Liddo (57.89) Silvia Di Pietro (53.84)                   | 3:44.09 | Q                |
| 3    | 3       | 7    | Rússia        | Grigoriy Tarasevich (53.43) Danil Semyaninov (59.66) Svetlana Chimrova (57.37) Arina Surkova (54.63)                 | 3:45.09 | Q                |
| 4    | 2       | 6    | Países Baixos | Ranomi Kromowidjojo (1:01.58) Arno Kamminga (58.31) Nyls Korstanje (52.52) Femke Heemskerk (52.85)                   | 3:45.26 | Q                |
| 5    | 3       | 4    | França        | Yohann Ndoye Brouard (53.64) Theo Bussiere (59.97) Marie Wattel (57.83) Assia Touati (54.95)                         | 3:46.39 | Q, RET,          |
| 6    | 3       | 1    | Polónia       | Alicja Tchorz (1:01.02) Jan Kozakiewicz (59.67) Jakub Majerski (51.11) Kornelia Fiedkiewicz (54.63)                  | 3:46.43 | Q,               |
| 7    | 2       | 7    | Espanha       | Hugo González (53.00) Jessica Vall (1:07.31) Alberto Lozano (52.24) Lidón Muñoz (54.05)                              | 3:46.60 | Q,               |
| 8    | 1       | 7    | Suíça         | Thierry Bollin (55.34) Lisa Mamie (1:06.56) Noè Ponti (50.91) Maria Ugolkova (54.04)                                 | 3:46.85 | Q                |
| 9    | 1       | 5    | Bielorrússia  | Viktar Staselovich (54.50) Ilya Shymanovich (58.22) Anastasiya Kuliashova (59.05) Nastassia Karakouskaya (56.06)     | 3:47.83 | Q                |
| 10   | 2       | 0    | Suécia        | Gustav Hökfelt (55.15) Johannes Skagius (1:00.13) Sara Junevik (58.96) Michelle Coleman (53.74)                      | 3:47.98 | Recorde nacional |
| 11   | 3       | 2    | Dinamarca     | Karoline Sørensen (1:02.40) Tobias Bjerg (58.98) Emilie Beckmann (58.04) Mathias Rysgaard (48.64)                    | 3:48.06 | Recorde nacional |
| 12   | 2       | 5    | Chéquia       | Tomáš Franta (54.61) Matěj Zábojník (1:01.73) Barbora Janíčková (1:00.01) Barbora Seemanová (52.51)                  | 3:48.86 | Recorde nacional |
| 13   | 2       | 3    | Irlanda       | Shane Ryan (54.50) Darragh Greene (59.09) Ellen Walshe (1:00.18) Danielle Hill (55.31)                               | 3:49.08 | Recorde nacional |
| 14   | 2       | 8    | Grécia        | Evangelos Makrygiannis (54.88) Konstantinos Meretsolias (1:00.46) Anna Ntountounaki (57.58) Theodora Drakou (56.29)  | 3:49.21 |                  |
| 15   | 1       | 1    | Alemanha      | Nadine Lämmler (1:02.70) Melvin Imoudu (1:00.67) Ramon Klenz (52.25) Julia Mrozinski (55.17)                         | 3:50.79 |                  |
| 16   | 1       | 4    | Estónia       | Armin Evert Lelle (55.88) Eneli Jefimova (1:07.44) Alex Ahtiainen (52.72) Aleksa Gold (54.90)                        | 3:50.94 | Recorde nacional |
| 17   | 3       | 9    | Bulgária      | Gabriela Georgieva (1:04.33) Lyubomir Epitropov (1:01.53) Josif Miladinov (51.48) Diana Petkova (54.80)              | 3:52.14 | Recorde nacional |
| 18   | 3       | 5    | Hungria       | Richárd Bohus (54.87) Anna Sztankovics (1:08.08) Dóra Hatházi (1:00.62) Péter Holoda (48.64)                         | 3:52.21 |                  |
| 19   | 1       | 2    | Áustria       | Bernhard Reitshammer (55.10) Christopher Rothbauer (1:01.08) Lena Kreundl (1:00.71) Cornelia Pammer (55.88)          | 3:52.77 | Recorde nacional |
| 20   | 1       | 3    | Turquia       | Metin Aydın (56.42) Demirkan Demir (1:01.13) Nida Eliz Üstündağ (1:00.86) Selen Özbilen (55.98)                      | 3:54.39 |                  |
| 21   | 2       | 9    | Noruega       | Ingeborg Løyning (1:04.24) André Klippenberg Grindheim (1:00.18) Tomoe Zenimoto Hvas (52.75) Malene Rypestøl (57.29) | 3:54.46 | Recorde nacional |
| 22   | 2       | 1    | Moldávia      | Tatiana Salcuțan (1:02.63) Anastasia Basisto (1:08.52) Alexei Sancov (52.69) Constantin Malachi (50.91)              | 3:54.75 | Recorde nacional |
| 23   | 3       | 3    | Israel        | Michael Laitarovsky (55.46) Lea Polonsky (1:10.16) Tomer Frankel (53.44) Daria Golovaty (55.72)                      | 3:54.78 |                  |
| 24   | 3       | 0    | Lituânia      | Ugnė Mažutaitytė (1:03.87) Kotryna Teterevkova (1:08.84) Deividas Margevičius (52.42) Simonas Bilis (49.73)          | 3:54.86 |                  |
| 25   | 2       | 4    | Eslováquia    | Tamara Potocká (1:04.23) Tomáš Klobučník (1:01.59) Zora Ripková (1:00.82) Matej Duša (49.23)                         | 3:55.87 |                  |
| 26   | 3       | 6    | Letônia       | Ģirts Feldbergs (56.46) Daniils Bobrovs (1:02.78) Arina Baikova (1:05.08) Gabriela Ņikitina (56.58)                  | 4:00.90 |                  |
| 27   | 2       | 2    | Andorra       | Mónica Ramírez (1:06.01) Nàdia Tudó (1:14.91) Bernat Lomero (56.96) Tomàs Lomero (52.13)                             | 4:10.01 | Recorde nacional |

### Final
Esse foi o resultado da final.
| Pos.              | Raia | Nacionalidade | Nadadores | Tempo   | Notas            |
| ----------------- | ---- | ------------- | --- | ------- | ---------------- |
| Medalha de ouro   | 4    | Reino Unido   | Kathleen Dawson (58.43) Adam Peaty (57.13) James Guy (50.61) Anna Hopkin (52.65)                              | 3:38.82 | ,                |
| Medalha de prata  | 6    | Países Baixos | Kira Toussaint (59.59) Arno Kamminga (58.37) Nyls Korstanje (51.45) Femke Heemskerk (51.87)                   | 3:41.28 | Recorde nacional |
| Medalha de bronze | 5    | Itália        | Margherita Panziera (59.55) Nicolò Martinenghi (58.05) Elena Di Liddo (57.54) Alessandro Miressi (47.16)      | 3:42.30 | Recorde nacional |
| 4                 | 3    | Rússia        | Kliment Kolesnikov (52.09) Yuliya Yefimova (1:06.01) Andrey Minakov (51.64) Maria Kameneva (53.86)            | 3:43.60 |                  |
| 5                 | 1    | Suíça         | Roman Mityukov (53.92) Lisa Mamie (1:07.21) Noè Ponti (50.98) Maria Ugolkova (54.05)                          | 3:46.16 |                  |
| 6                 | 8    | Bielorrússia  | Viktar Staselovich (54.93) Ilya Shymanovich (58.00) Anastasiya Kuliashova (58.91) Anastasiya Shkurdai (54.98) | 3:46.82 |                  |
| 7                 | 2    | Polónia       | Kacper Stokowski (54.38) Jan Kalusowski (1:00.90) Paulina Peda (58.94) Katarzyna Wasick (54.80)               | 3:49.02 |                  |
| 8                 | 7    | Espanha       | Nicolás García (54.90) Jessica Vall (1:08.18) Alberto Lozano (52.39) Lidón Muñoz (54.43)                      | 3:49.90 |                  |

Legenda
| Recorde mundial       | Recorde mundial (World record)               |                       | Recorde africano                      | Recorde africano (African) |                                           | Q | Classificado por posição (Qualified) |
| Recorde do campeonato | Recorde do campeonato (Championship record)  | Recorde da América    | Recorde da América (Americas)         | q                          | Classificado por melhor tempo (Qualified) |   |                                      |
| Melhor marca do ano   | Melhor marca do ano (World leading)          | Recorde asiático      | Recorde asiático (Asian)              | DNS                        | Não largou (Did not start)                |   |                                      |
| Recorde nacional      | Recorde nacional (National record)           | Recorde europeu       | Recorde europeu (European)            | DNF                        | Não terminou (Did not finish)             |   |                                      |
| Recorde pessoal       | Recorde pessoal do atleta (Personal best)    | Recorde da Oceania    | Recorde da Oceania (Oceania)          | DSQ / DQ                   | Desclassificado (Disqualified)            |   |                                      |
| Recorde da temporada  | Recorde da temporada do atleta (Season best) | Recorde sul-americano | Recorde sul-americano (South America) | NM                         | Sem marca (No mark)                       |   |                                      |